# Красногорск-2 (станция метро)
«Красного́рск-2» — проектируемая станция Московского метрополитена на Рублёво-Архангельской линии. Расположится в городе Красногорск Московской области, на пересечении Волоколамского шоссе и улицы Кирова. Предполагаемое открытие станции будет в сентябре 2031 года.

## История
Трассировка участка «Липовая роща» — «’’‘Красногорск-2’’’» с промежуточными станциями «Рублёво-Архангельское», «Ильинская», «Красногорская» и землеотводы были произведены в 2020 году и 7 июля 2022 утверждены Постановлением Правительства Московской области №722/23 от 07.07.2022 «О внесении изменений в Схему территориального планирования транспортного обслуживания Московской области» с внесением изменений в генплан г. Красногорска и публикацией на Геопортале Московской области
Вскоре, 3 апреля 2024 года, станция была снова указана, но под другим названием — «Красногорск-2»; впервые эта станция (вместе с «Красногорской», которая была подписана как «Красногорск-1») появилась на схеме Комплекса градостроительной политики и строительства Москвы🚇 Перспективное продление Рублёво-Архангельской линии в Красногорск показали на схеме..
Станция была вновь упомянута 26 ноября 2024 года, но уже на официальном Telegram-канале Сергея Собянина и временно обозначена под названием «Изумрудные холмы».
21 мая 2025 года Москомархитектура внесла изменения в распоряжение о подготовке проекта планировки ТПУ «Ильинская». Из прилагаемой схемы следует, что станция «Красногорск-2» будет располагаться на пересечении Волоколамского шоссе и улицы Кирова, рядом с микрорайонами «Чернево-1», «Чернево-2» и «Брусчатый посёлок» городского округа Красногорск.